# Gillevinia straata
Gillevinia straata serien els suposats primers microorganismes que es postula que s'haurien trobat en Mart, manifestant-se com l'agent actiu en les respostes als experiments realitzats per la missió Viking en 1976. La idea fou proposada el 2007 per Mario Crocco, un neurobiòleg argentí.
Si bé inicialment els experiments no foren positius, a fins de 2006, científics de l'Argentina van realitzar una revisió de les dades obtingudes per aquella missió, addicionant dades d'investigacions recents. Van concloure que els resultats són consistents amb la presència de vida microbiana en la superfície del planeta, i han proposat el nom de Gillevinia straata per a aquests.
No obstant això la investigació que postula l'existència de vida marciana fins a aquest moment no ha obtingut una gran repercussió o un suport major de la NASA, de la comunitat científica i de publicacions científiques importants; o fins i tot de la premsa especialitzada.